# Sunburst
Sunburst es el segundo álbum de estudio de A–Tirador Láser, lanzado en agosto de 1998. Se puede definir como un disco más roquero y conceptual a comparación de Tropas de bronce. Los cortes de difusión fueron "Es parte en mí" y "Como está la gente", dirigidos por Baltazar Tokman. La presentación del disco se realizó en Ave Porco con Fernando Kabusacki como guitarrista invitado.

## Lista de temas
1. Acao - 5:33
2. Huir aquí - 3:37
3. Kim - 4:51
4. Inesperada - 4:05
5. Como está la gente - 5:36
6. Road way set 25 - 4:37
7. Errado - 6:26
8. Es parte en mí - 4:04
9. Cristol - 4:42
10. En el reflejo del día - 4:41
11. Hazme saber - 5:44
12. Derrape de aura - 4:18
13. Silenciosa - 5:02
14. Sunburst - 4:08

- Todos los temas fueron compuestos por Lucas Martí.

## Músicos
- Lucas Martí: Guitarra, voz, programación, teclados.
- Nahuel Vecino: Bajo.
- Fernando Samalea: Batería.
- Mono Fontana: Teclados en 1, 6, 10 y 14.

- Datos: Q6135539